# Обход Волгограда

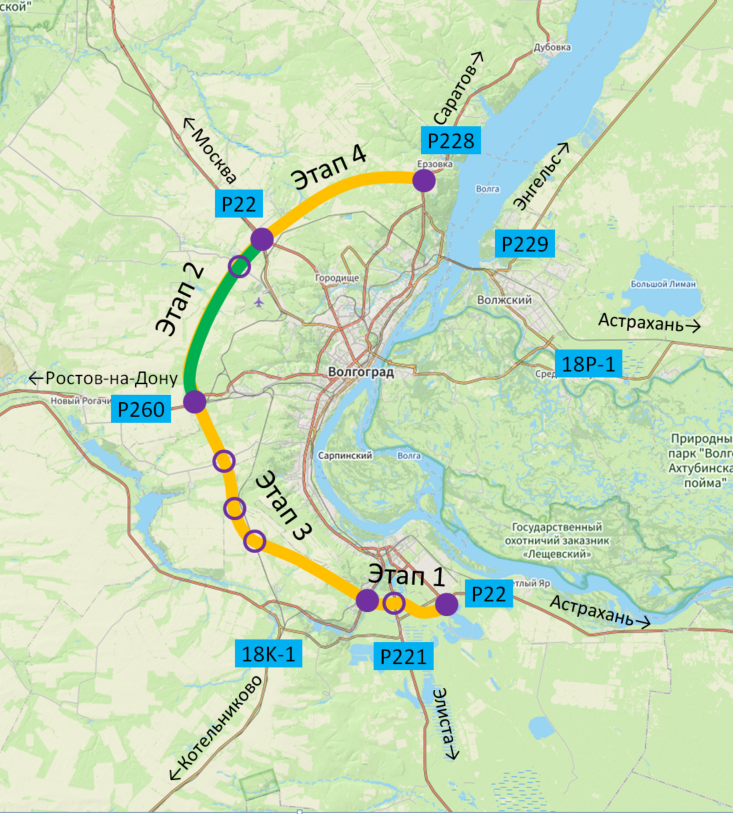
Схема обхода Волгограда

Обход Волгограда (также объезд Волгограда) — строящаяся бессветофорная скоростная автомобильная дорога в Волгоградской области протяженностью около 100 км, которая позволит транзитному автомобильному транспорту следовать без заезда в город Волгоград. Южная часть дороги будет включена в автодорогу Р22 «Каспий» (с направлениями на Москву и Астрахань). Дорога строится в рамках национального проекта «Безопасные качественные дороги». Второй этап дороги протяженностью 25 км и связывающий направления на Москву и Ростов-на-Дону был введен в строй 23 декабря 2024 года.

## Предпосылки создания
Волгоград является важным автодорожным узлом в Европейской части страны. Волгоградская область определена как опорный регион международного транспортного коридора «Север-Юг» с возможностью доставки грузов автомобильным, речным, и железнодорожным транспортом.  Через город проходят федеральная трасса Р22 «Каспий» (с направлениями на Москву и Астрахань), федеральная трасса Р22 "Подъезд к Элисте" (на Элисту), федеральная трасса Р260 (на Луганск), автомобильная дорога Р228  (на Сызрань), автомобильная дорога  18К-1 (на Котельниково), автомобильная дорога Р229 (на Энгельс), и автомобильная дорога 18Р-1 (на Астрахань).  
Транзитный транспорт, включая потоки из России в республики Северного Кавказа и страны Персидского залива, вынужден следовать по городской дороге 2-я Продольная магистраль, соединяющей север города с его южными районами. При протяженности города в 65 километров, траспорт по направлению из Саратова в Астрахань проезжает весь город насквозь, а по направлению из Москвы в Астрахань (трасса Р22 «Каспий») проезжает по городу 50 километров. Такое транспортное решение существенно замедляет движение транзитных автомобилей; среднее время прохождения сквозь город в некоторые дни достигает трех часов. Также транзитные автомобили создают большую нагрузку на инфраструктуру города (разрушение дорожного покрытия, аварийность, заторы). Оценивается что только по федеральной трассе Р22 «Каспий» проезжает 28 тысяч автомобилей в сутки; летом количество автомобилей увеличивается из-за перевозки овощей и фруктов.  
Несмотря на то что проекты обхода рассматривались с 1990х годов, к 2025 году Волгоград оставался последним городом-миллионником без объездной дороги.

## Техническое описание дороги
Дорога строится по параметрам I категории и имеет четыре полосы для движения с разделением встречных потоков, электроосвещением и площадками для отдыха водителей. Вдоль дороги запланирована возможность размещения объектов придорожного сервиса.  Общая протяженность дороги составит 92 км, протяженность первых трех этапов (в составе федеральной трассы Р-22 «Каспий») составит 71.4 км. Расчетная скорость движения — 120 км/ч.

## Этапы строительства

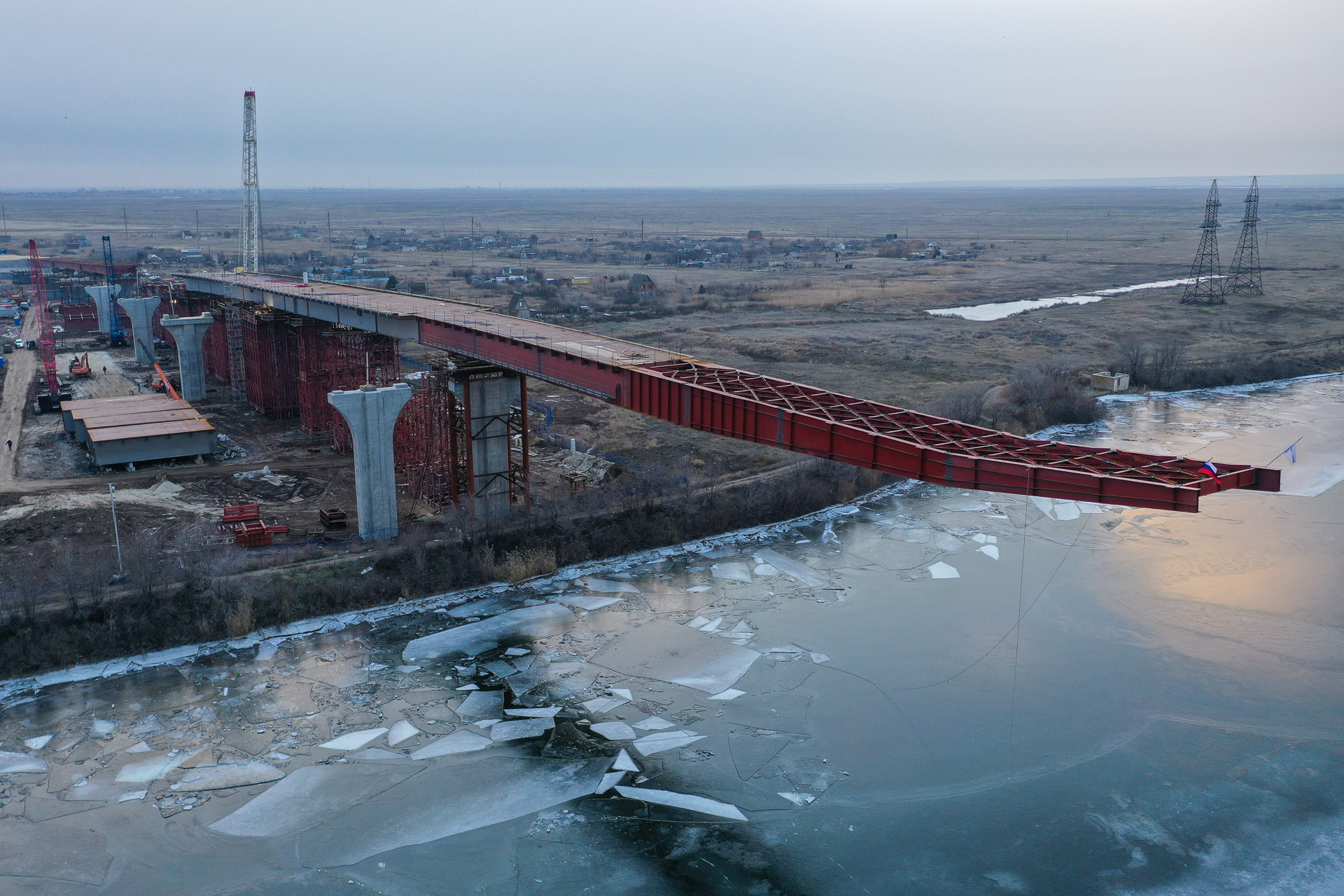
Строительство моста через Волго-Донской судоходный канал, Этап 1

Обход Волгограда был одобрен главой Росавтодора в 2016 году, проектирование началось в 2018 году, к строительству приступили в 2019 году. Дорога строится в рамках модернизации федеральной трассы Р-22 «Каспий» на федеральные средства. Пропускная способность дороги составит 25 тысяч автомобилей в сутки.
Этап 1 (строится), от автомобильной дороги  18К-1 (на Котельниково) до федеральной трассы Р22 «Каспий» (на Астрахань)
Длина участка составляет 12,1 км. Этап включает три транспортные развязки (включая развязку на федеральную дорогу Р22 Волгоград-Элиста) и мост через Волго-Донской судоходный канал протяженностью 1,3 километра и длиной мостового пролета 358 метров. Строительство этапа началось в августе 2019 года, открытие ожидается в 2025 году.
Этап 2 (построен), от федеральной трассы Р22 «Каспий» (на Москву) до федеральной трассы Р260 (на Луганск)
Длина участка составляет 24,9 км. Участок обеспечивает выход на региональную дорогу «Качалино-Котельниково» а также к аэропорту города Волгоград «Гумрак». Этап включает в себя три транспортные развязки и 13 искусственных сооружений — восемь путепроводов и пять мостов. Строительство этапа началось в июле 2021 года и закончилось в декабре 2024 года. 
Этап 3 (спроектирован), от федеральной трассы Р260 (на Луганск) до автомобильной дороги  18К-1 (на Котельниково)
Этап соединит два первых этапа и будет включать три новых развязки. Начало строительства этапа ожидается в 2025 году.
Этап 4 (ожидает проектирования), от автомобильной дороги Р228 (на Сызрань) до федеральной трассы Р22 «Каспий» (на Москву)
На 2024 год проектирование этапа еще не началось.

## Ожидаемый эффект
По предварительным оценкам, второй этап позволил вывести за пределы города до 16 тысяч транзитных машин в сутки. При вводе в эксплутацию первых трех этапов, за пределы города в сутки будет выведено до 30 тысяч машин, следующих по международному транспортному коридору «Север-Юг».